# Friedrich Wilhelm Leidenfrost
Friedrich Wilhelm Leidenfrost (auch: Fridericus Wilhelm Leidenfrost und Fridericus Wilhelmus Leidenfrost sowie Varianten; in der Literatur auch Leifenfrost und Lindenfrost; * nach 1648 mutmaßlich in Schöningen; † 6. Juli 1703 in Hannover) war ein deutscher Regierungs- und Kanzleisekretär.

## Leben
Der nach dem Dreißigjährigen Krieg mutmaßlich in Schöningen im Herzogtum Braunschweig-Lüneburg geborene Friedrich Wilhelm Leidenfrost wirkte 1676 als Respondent an der Universität Jena.
Später arbeitete Leidenfrost als Sekretär bei der Regierung in Osterode am Harz. In den Jahren von 1689 bis 1697 wirkte er als Kanzleisekretär in der dann als Residenzstadt von Kurhannover bezeichneten Stadt Hannover.
Friedrich Wilhelm Leidenfrost korrespondierte mit dem Universalgelehrten Gottfried Wilhelm Leibniz und verfasste 128 Schreiben an Leibniz. Der erhaltene Briefwechsel mit Leibniz ist heute Teil des Weltdokumentenerbes der UNESCO.
Wenngleich Leidenfrost offenbar Mitglied der Kirchengemeinde der hannoverschen Kreuzkirche war, vermerkte das Kirchenbuch der Marktkirche das Sterbedatum 6. Juli 1703 für den „churfürstl. Cantzleysecretarius“. Die Beisetzung wurden dann aber offenbar am 13. Juli des Jahres auf dem Kirchhof der Aegidienkirche vorgenommen.

## Schriften (Auswahl)
- Georg Adam Struve, Friedrich Wilhelm Leidenfrost: Dirigente Dn. Georgio Adamo Struven Haereditario in Wantzleben und Wenigen-Jehna ICto Summo, Consiliario Saxonico intimo ... Aerarium Militare ; Die Krieges Casse ; Aerarium militare [juristische Dissertation], Ienae: Müllerus, 1676; Digitalisat über die Bayerische Staatsbibliothek